# Bundahishn
Il Bundahishn è un'opera letteraria scritta in Medio Persiano (Pahlavi), presumibilmente composta da Farrobad intorno al IX sec d.C., e tratta della formazione del mondo e della sua storia secondo la visione zoroastriana. L'opera è composta da 36 capitoli nei quali viene descritto il mondo in cui viviamo (definito come 'mondo del miscuglio') attraverso una trattazione dettagliata dei suoi elementi. Vi si enumerano minerali, piante, animali, i vari tipi di essere umano e tanto altro. Nel Bundahishn viene illustrata la concezione tradizionale della religione mazdaica che vede il mondo come campo di battaglia nel quale avviene la lotta quotidiana tra il bene e il male. Secondo alcuni studiosi nell'opera sarebbero presenti tematiche contenute nei libri perduti dell'Avestā, il testo sacro della religione zoroastriana, come ad esempio la sezione perduta chiamata Damdad Nask il cui argomento era proprio la creazione di tutte le creature.

## Titolo
Il termine bundahishn significa "creazione primordiale" o "creazione primaria" ed è il titolo scelto dagli studiosi riferendosi alla sesta parola del primo verso. Precisamente: Zand āgāh ī nazdist abar bundahišnīh ī Ohramazd ud patyārag ī gannāg mēnōg, tradotto come "La conoscenza dello Zand prima di tutto consiste nella creazione primordiale di Ohrmazd e sull'assalto dello Spirito Malvagio (Ahriman)", dove il termine Zand è inteso come l'insieme degli scritti esegetici canonici zoroastriani. Spesso l'opera viene chiamata anche Zand āgāhī citando le prime parole.
Il titolo originario è sconosciuto.

## Edizioni
Nel 1771 l'avventuriero e orientalista francese Abraham Hyacinthe Anquetil-Duperron fu autore della prima traduzione moderna dell'opera. Il suo lavoro si basava su un manoscritto che lo studioso stesso portò dall'India dieci anni prima, oggi siglato come K20, anche noto come il Bundahishn indiano. Tuttavia questa versione del testo era corrotta e lacunosa. Nel 1880 apparve la prima traduzione in inglese a opera dello studioso Edward William West come parte della serie di libri di Max Müller intitolata Sacred Book of the East. Tuttavia la traduzione di West non teneva conto del fatto che nel 1870 era apparso il manoscritto più antico del testo, il TD1, arrivato in Europa dall'Iran. Una delle traduzioni più recenti fu a opera dello studioso Parsi Behramgore Tehmuras Anklesaria nel 1935. Anche se un incendio scoppiato nella tipografia di Bombay distrusse quasi tutte le copie, il volume riuscì comunque ad essere pubblicato nel 1956 basandosi su poche copie rimaste. Nel 1933 Harold Walter Bailey compose una traduzione ricca di note dell'opera come lavoro per la sua tesi di dottorato. Poche copie circolarono tra un ristretto gruppo di studiosi, ma la sua versione non fu mai pubblicata. L'edizione moderna più aggiornata ed accessibile è quella in lingua inglese di Samuel Thrope e Domenico Agostini del 2020.

## Contenuto dell'opera
Gli studiosi hanno isolato all'interno dell'opera tre nuclei principali.

### Primo nucleo
L'opera si apre col mito della creazione da parte del dio Ohrmazd. I primi sei capitoli illustrano il processo cosmogonico che ha avuto inizio dopo il primo confronto tra Ohrmazd e Ahriman nel regno spirituale, il menog. All'inizio dei tempi il mondo creato da Ohrmazd era in uno stato di quiete perfetta. Ma Ahriman, lo Spirito Malvagio, diventa cosciente della presenza del suo rivale e lo assale. Così facendo Ahriman contamina i primi elementi creati: il cielo, la terra, l'acqua, le stelle, le piante, le mandrie e l'uomo. Nel primo nucleo dell'opera viene descritto anche il movimento degli astri. La volta celeste è concepita come un guscio d'uovo, con la terra al suo centro. Il cielo è diviso in sfere ed è fatto di metallo indistruttibile, e il Sole e la Luna stanno al di là della sfera delle stelle fisse. Tutto il sistema trova posto nella Luce Eterna di Ohrmazd. La concezione dell'universo così strutturato denota influssi dalle culture arabe ed ellenistiche.

### Secondo nucleo
Questa è la sezione più lunga. Capitoli 7-30. Contiene la descrizione del mondo e ciò che vi è contenuto successivamente alla corruzione di Ahriman. Il mondo è chiamato il miscuglio, poiché è il luogo dove il male si mischia al bene originario. Ogni capitolo descrive un aspetto diverso del mondo. Si va dagli elementi naturali, come i fiumi, le montagne, le razze di uccelli e di animali alle creature mitologiche, sia benigne che maligne. Vengono date spiegazioni ai fenomeni naturali.

### Terzo nucleo
Nei sei capitoli finali troviamo il tema escatologico del giudizio individuale dell'anima umana. Alla fine dei tempi i figli del profeta Zoroastro si confronteranno per l'ultima volta contro il male. Nella lotta finale, Ahriman e i suoi demoni verranno sconfitti e il mondo sarà riportato al suo stato iniziale di equilibrio e stabilità. Il processo di riparazione del mondo prende il nome di frashgird, restaurazione.

## Il tema del tempo
Nel Bundahishn l'origine dell'universo corrisponde all'origine del tempo stesso. Il tempo, infatti, è un aspetto centrale nella lotta tra Ohrmazd e Ahriman. Ohrmazd, consapevole del fatto che avrebbe dovuto lottare contro Ahriman, creò il Tempo Finito, detto anche Tempo di Lungo Dominio, cioè un arco di tempo di durata limitata (l'opera parla di novemila anni) e che sarebbe giunto a una fine all'interno dell'Infinità della sua creazione. Alla fine del Tempo di Lungo Dominio, Ahriman sarebbe stato sconfitto e l'equilibrio avrebbe ripreso a regnare per sempre. Dunque tutto ciò che si trova all'interno del Tempo di Lungo Dominio è vano, destinato a perire. Mentre tutto ciò che appartiene ad Ohrmazd, che non sia stato corrotto dal male, è imperituro. Il tempo è caratteristica centrale anche del ramo zurvanita dello Zoroastrismo, considerata una corrente eretica, concepisce la creazione come il risultato di Zurvan, il dio del Tempo, al di sopra di Ohrmazd stesso. Quest'ultimo, infatti viene visto dagli zurvaniti come controparte positiva e benigna di Ahriman e non come dio creatore.

### Ilfrawahr
Secondo il Bundahishn, Ohrmazd creò l'uomo in cinque parti: corpo, soffio vitale, anima, forma e frawahr. Il corpo è la parte materiale che al momento della morte ritorna alla terra. Il soffio vitale è ciò che ci tiene in vita ed è rappresentato dal respiro che si disperde nel vento dopo la morte. La forma (o prototipo) risiede nel sole. Mentre l'anima, che è la parte dell'uomo che riceve le sensazioni e i pensieri, dopo la morte si riunisce al frawahr che attende presso Ohrmazd. La presenza di questa quinta parte garantisce all'anima di perdurare e di salvarsi dagli attacchi dei demoni di Ahriman. Il frawahr è un concetto unico, presente solo nella religione zoroastriana.

### Sinossi dei singoli capitoli

#### Capitolo 1
Il capitolo rappresenta una sorta di commentario alla sezione perduta dell'Avesta sulla creazione del mondo. Vengono descritti i due mondi complementari del getig (mondo materiale) e menog (mondo spirituale). In entrambi i mondi il male è mescolato al bene, e nessuno dei due è prerogativa dell'uno o dell'altro. Il mondo spirituale è precedente a quello materiale nel processo creativo. Viene descritta l'inizio della lotta tra Ohrmazd e Ahriman, la proposta di pace del primo e la creazione dell'arco temporale di novemila anni nei quali il loro conflitto deve svolgersi. La creazione ha origine quando le cose infinite del mondo spirituale assumono una forma fisica nel mondo materiale e dunque una fine, garantendo così la vittoria di Ohrmazd. Ohrmazd verrà aiutato da altre forme spirituali e divine che sono gli Amahraspanda (dall'avestico Amesha Spenta).

#### Capitolo 2
Dove vengono trattate le scienze astronomiche e astrologiche come venivano concepite all'epoca, soprattutto durante il periodo sasanide. Le tradizioni a cui l'opera si riferisce provengono da Babilonia, dalla Grecia, dall'India e dalla cultura araba.

#### Capitolo 3
Dove vengono descritti gli elementi che compongono l'essere umano e la loro funzione in entrambi i mondi spirituale e materiale. Il libero arbitrio dell'uomo sarà uno dei fattori decisivi quando arriverà la fine dei tempi. Le scelte dell'uomo contribuiranno o meno alla sconfitta di Ahriman.

#### Capitolo 4
Dove viene descritto l'attacco di Ahriman che causerà la creazione del mondo. Il demone donna Jeh pianifica di contaminare la creazione di Ohrmazd dando così la forza ad Ahriman di continuare nella sua opera malvagia. Nella parte finale c'è il lamento di Goshurwam, la mucca autogeneratasi, che piange la morte di Gayomard, il primo uomo. Ohrmazd la rassicura confidandole il segreto dell'esistenza del frawahr di Zoroastro che farà in modo di portare il mondo alla giustizia e al bene.

#### Capitolo 5
Il capitolo si apre con una lista di cose ed entità malevole con le rispettive benevole. La lotta tra bene e male coinvolge anche le stelle e i pianeti, e vengono distinti corpi astrali malvagi e quelli benevoli, con la descrizione dello zodiaco intorno alla terra.

#### Capitolo 6
Nel quale si dice che il mondo che conosciamo con le sue montagne, piante, animali e via dicendo è nato dall'assalto di Ahriman. Viene descritta l'origine delle precipitazioni attraverso il racconto della lotta tra la stella Sirio e il demone della siccità Aposh, e la distruzione di quest'ultimo attraverso la pioggia.

#### Capitolo 7
Le essenze vitali delle prime vittime del male scatenato da Ahriman, cioè la pianta primordiale, la mucca e Gayomard, vengono consegnate da Ohrmazd rispettivamente alle stelle, alla luna e al sole.

#### Capitoli dall'8 al 13
Descrizione delle terre, dei fiumi, dei laghi e delle montagne presenti nel mondo soffermandosi sulle peculiarità fisiche. Sono menzionati diversi mari: Golfo Persico (Puidig), Mar Caspio (Kamrod), Mar Nero (Syawbun), Golfo d'Oman (Sadwes), Lago d'Hamun (Kayanse).

#### Capitolo 14
Dove viene descritta la prima coppia di uomini e i loro discendenti. Mashya e Mashyane sono gemelli nati da una pianta di rabarbaro sbocciata dalla morte di Gayomard. I demoni di Ahriman tentano di tenerli lontani l'uno dall'altra per causargli infelicità e per impedire la sopravvivenza dell'umanità.

#### Capitolo 15
Dove si affronta l'origine dell'uomo attraverso la visione scientifica dell'epoca. L'uomo e la donna hanno semi differenti: quello della donna è freddo e acquoso, mentre quello dell'uomo è caldo e secco. Questa divisione rispecchia la medicina greca e ippocratica sulla teoria degli umori.

#### Capitolo 16
Dove è presente una dettagliata classificazione di piante e frutti in quindici categorie. Le piante e gli animali vennero alla luce dal seme della mucca auto-generatasi.

#### Capitolo 17
Dove è presente una lunga lista di diverse creazioni e ad ognuno è affidato un rad o patrono spirituale. L'autorità guida dell'essere umano è Ohrmazd stesso.

#### Capitolo 18
Il cui tema principale è il fuoco. È il simbolo per eccellenza dello zoroastrismo: ha un ruolo importante nei rituali e contiene in sé il senso stesso della creazione. Il fuoco è ciò che purificherà e distruggerà il male sulla terra.

#### Capitolo 19
Tratta della natura del sonno e della sua funzione come avversario dell'indolenza. Il sonno è anche ciò che caratterizza le cose create da Ohrmazd come viventi da quelle non-viventi.

#### Capitolo 20
Tratta della natura del suono (wang) inteso sia come lamento che come voce e musica. Ogni cosa ha un suo proprio suono, come l'acqua che scorre o la terra che si muove. I versi della tradizione zoroastriana venivano appunto recitati come canti liturgici.

#### Capitolo 21
Riprende il tema della mitica battaglia tra Sirio e il demone Aposh, ma razionalizzando il fenomeno della pioggia. Le nuvole sono viste come contenitori invisibili che trasportano l'acqua che cadrà dal cielo e la loro manifestazione visibile è in realtà il vapore prodotto dall'acqua al loro interno.

#### Capitolo 22
Tratta dei parassiti, gli animali malvagi creati da Ahriman. La classificazione enumera rettili con particolare attenzione ai serpenti, insetti, animali mitici. Divisi in acquatici, terrestri e volanti. I loro corpi possono essere usati come ingredienti nelle preparazioni di medicinali dai salubri effetti, dunque non sono esseri totalmente malvagi.

#### Capitolo 23
Tratta dei lupi come classe di animali che include tigri, leoni, gufi, squali e specie affini create direttamente dalla mano di Ahriman. La controparte del lupo è il cane.

#### Capitolo 24
Dove vengono trattate le creature mitologiche divise in benevole e malevole e della loro ruolo nella lotta terrena tra il bene e il male. Particolare attenzione è data all'asino dalle tre gambe e della sua funzione legata al cadere della pioggia.

#### Capitolo 25
Ha come tema centrale il tempo e la divisione del tempo finito da quello infinito come fondamento stesso dell'atto creativo. Ma il capitolo si occupa soprattutto delle sue caratteristiche fisiche e descrive il modo in cui il tempo finito viene diviso attraverso la descrizione di tre diversi calendari: 1) Calendario Egiziano, con la divisione dell'anno in 365 giorni. 2) – calendario siderale con altrettanti giorni, sei ore e nove minuti introdotto dagli astronomi Parti. 3) – calendario lunare di 360 più cinque aggiuntivi utilizzato per le cerimonie religiose.

#### Capitolo 26
Riporta un catalogo dettagliato delle maggiori entità di natura divina zoroastriane. Ne descrive i rispettivi ruoli e poteri, e il modo in cui queste devono essere venerate. Ohrmazd è il loro comandante, seguono i sei Amahraspands. Il sistema sembra riflettere la gerarchia presente all'interno delle forze militari sasanidi.

#### Capitolo 27
Questo capitolo riporta, invece, in maniera speculare, il catalogo dei demoni al servizio di Ahriman e si conclude con una descrizione sull'oltretomba infernale zoroastriano.

#### Capitolo 28
Dove viene esposta la teoria della connessione tra mondo materiale e mondo divino. Per la precisione sui paralleli presenti tra le diverse parti del corpo umano e le entità del mondo ultraterreno. Molte parti del corpo e i suoi organi sono associati ai sette pianeti del sistema solare.

#### Capitolo 29
Dove si parla dei guardiani spirituali (rad) che guidano e proteggono i sette continenti. Tali spiriti sono assegnati anche agli esseri umani. Il capitolo tratta anche delle diverse fortezze mitiche costruite intorno al mondo dai personaggi eroici della tradizione iranica.

#### Capitolo 30
Tratta del destino dell'anima umana dopo la morte. L'anima incontra il suo den, una specie di coscienza o visione spirituale propria di ogni uomo. Se i pensieri, le parole e le azioni dell'individuo in vita sono state buone, allora il den avrà l'aspetto di una fanciulla bellissima. In caso contrario sarà una strega terribile ad accogliere l'anima del defunto. L'anima dovrà poi affrontare tre fasi: la prima di dolore e tormento mentre attende per tre giorni vicina al corpo del defunto, la seconda dove avverranno una serie di incontri con creature celesti e la terza dove l'anima attraversa il Ponte Činwad. L'oltretomba zoroastriano contempla la presenza di tre reami molto simili all'inferno, purgatorio e paradiso cristiani. Rispettivamente prendono i nomi di Dushox, Hammistagàn e Wahisht.

#### Capitolo 31
Dove vengono descritte le sedici terre dell'Iran all'interno del dominio sasanide. Ahriman ha scatenato contro ognuna di queste terre un avversario per diffondere il male. Viene introdotto il toponimo Eranshahr che significa "terra degli Iraniani" o "regno Iranico".

#### Capitolo 32
Molto simile al capitolo 29. Enumera una serie di palazzi mitici costruiti dagli eroi e dai loro rispettivi nemici della tradizione iranica. Molti palazzi appartengono al drago Dahag, il nemico maggiore nei miti iranici.

#### Capitolo 33
Questo capitolo descrive gli eventi di ogni millennio a partire dalla creazione, illustrando sia quelli che sono avvenuti, sia quelli che dovranno accadere in una sorta di passaggio profetico. Vi trovano posto le vicende di eroi, re e nemici di racconti mitici e pseudo-storici, passando per le profezie di Zoroastro e la conquista di Alessandro Magno su quello che viene identificato come il re achemenide Dario III. Il futuro è mostrato attraverso una serie di profezie misteriose e alla fine dei tempi i tre figli postumi di Zoroastro, nati da una vergine, salveranno il mondo durante il giorno del giudizio.

#### Capitolo 34
Tratta della resurrezione dei morti nella loro forma fisica finale e del ritorno del mondo al suo originario stato di equilibrio e pace. Prima della restaurazione del mondo, l'umanità regredirà attraverso fasi già trascorse fino ad arrivare allo stadio della prima coppia Mashya e Mashyane.I malvagi verranno puniti e un guaritore divino scioglierà le montagne formando un fiume di metallo dove troveranno piacere le anime dei giusti e sofferenza le anime degli empi.

#### Capitolo 35
In questo capitolo viene trattata la genealogia degli eroi dei miti religiosi iranici. In particolare si illustra la genealogia dei Kayanidi, una famiglia di eroi e re molto rinomati nell'epica iranica. Nel capitolo sembra comparire anche il nome dell'autore del Bundahishn, o quantomeno, un suo redattore chiamato Farrobag.

#### Capitolo 36
L'ultimo capitolo è una breve cronologia della storia del mondo a partire dalla prima coppia di uomini fino ad arrivare alla conquista araba e alla profezia di una loro futura caduta nei secoli venturi.